# Eparchie Qamischli
Die Eparchie Qamischli (lat.: Eparchia Kamechliensis Armenorum) ist die in Qamischli (frühere französische Schreibweise: Kamichlié) in Syrien gelegene Eparchie der armenisch-katholischen Kirche. Sie umfasst die Gouvernements Deir ez-Zor und al-Hasaka.

## Geschichte
Das Patriarchalvikariat Qamischli entstand im Jahre 1938.
Mit der Apostolischen Konstitution Cum summus  erhob Papst Pius XII. es am 29. Juni 1954 zur Eparchie aus Gebietsabtretungen der aufgelösten Erzeparchie Mardin (jetziges Titularerzbistum Mardin degli Armeni) und unterstellt es dem Patriarchat von Kilikien als Suffragandiözese.
Ab April 1992 verwaltete der Erzbischof der Erzeparchie Aleppo, Boutros Marayati, dreißig Jahre lang als Apostolischer Administrator „sede vacante et ad nutum Sanctae Sedis“ die Eparchie.

## Bischöfe von Qamischli
- Joseph Gennangi (21. Oktober 1954 – 20. November 1972, emeritiert)
- Krikor Ayvazian (6. Dezember 1972 – 18. November 1988, emeritiert)
- Joseph Arnaouti ICPB (21. August 1989 – 10. April 1992 zurückgetreten)
  - Sedisvakanz (1992 – 2022)
- Antranig Ayvazian (ab 20. August 2022)